# Goldmantel-Flughund

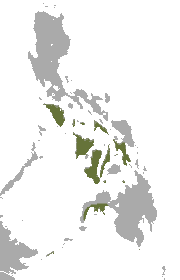
Verbreitungsgebiet des Goldmantel-Flughundes

Der auf den zentralen Philippinen verbreitete Goldmantel-Flughund (Pteropus pumilus) ist ein Fledertier in der Familie der Flughunde. Er ist eng mit dem Kleinen Maskarenen-Flughund (Pteropus subniger) und anderen Flughunden der Inselwelt des Indischen Ozeans verwandt.

## Merkmale
Diese schwanzlose Art zählt mit einer Länge von 155 bis 180 mm, einer Unterarmlänge von 103 bis 113 mm und einem Gewicht von 145 bis 200 g zu den kleineren Gattungsvertretern. Es sind 34 bis 40 mm lange Hinterfüße und 23 bis 28 mm lange Ohren vorhanden. Wie bei anderen Flughunden kommt eine längliche Schnauze vor. Namengebend ist das goldbraune Fell um die Schultern. Andere Körperteile sind mit grauem, braunem oder leicht gelbbraunem Fell bedeckt, das weich und dicht ist. Allgemein sind Männchen heller gefärbt. Die dunkelbraunen Flughäute weisen keine Flecken auf. In den Randbereichen des Verbreitungsgebiets ist der Flughund Desmalopex leucopterus ähnlich, jedoch größer und mit gefleckten Flügeln. Andere Pteropus-Arten der Region sind größer. Der diploide Chromosomensatz besteht aus 38 Chromosomen (2n=38).

## Verbreitung und Lebensweise
Der Goldmantel-Flughund kommt auf verschiedenen mittelgroßen bis kleinen Inseln der zentralen Philippinen vor. Er lebt im Flachland und in Gebirgen bis 1250 Meter Höhe. Die Art bewohnt unterschiedliche Wälder und Strauchflächen. Ruheplätze liegen oft in Büschen oder in Farnen, die auf Bäumen wachsen.
Die Nahrung besteht aus Feigen und anderen Früchten. Bei den Ausflügen besucht eine Gruppe einen Baum und ist recht geräuschvoll. Die Wanderungen finden meist über den Baumkronen statt. Der Goldmantel-Flughund hat jährlich eine Fortpflanzungszeit.

## Gefährdung
Regional wirken sich Waldrodungen, die Jagd zur Fleischgewinnung und die Bekämpfung als Obsträuber negativ aus. Im Verbreitungsgebiet gibt es Nationalparks und andere Schutzgebiete. Die IUCN schätzt eine Abnahme der Gesamtpopulation von maximal 25 Prozent während der 16 Jahre vor 2019 und listet die Art in der Vorwarnliste (near threatened).